# Natalie Maag
Natalie Maag (Wetzikon, 29 novembre 1997) è una slittinista svizzera.
È sorella di Christian, a sua volta slittinista di alto livello.

## Biografia
Sorella minore di Christian, anche lui slittinista che gareggiò a livello internazionale nella specialità del doppio, fece la sua prima esperienza su una slitta all'età di nove anni, su quella da strada che le servì per prendere confidenza in vista del passaggio alle piste ghiacciate.

### Carriera sportiva

#### Stagioni 2012-2016

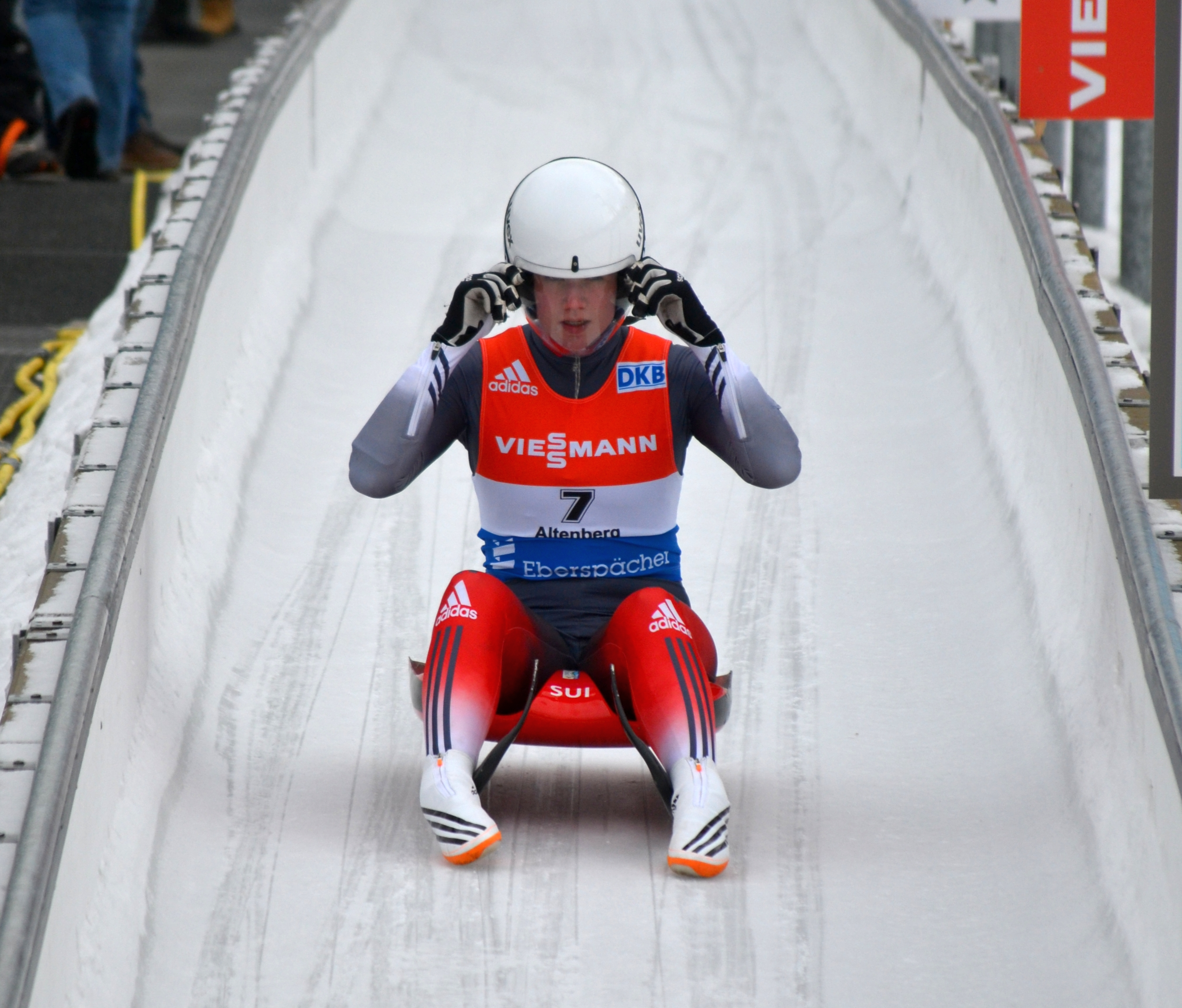
Maag ad Altenberg nel 2015.

Iniziò a gareggiare per la nazionale svizzera nella categoria giovani nel 2012, prendendo parte a due tappe della Coppa del Mondo di categoria nel singolo e concludendo la graduatoria finale in ventitreesima posizione, nonché ai campionati europei juniores di Winterberg 2012 in cui giunse ottava nella gara a squadre; L'annata seguente si piazzò all'ottavo posto nella classifica di Coppa mentre nel 2014 giunse terza in graduatoria generale e partecipò ai mondiali juniores di Innsbruck 2014 dove colse la quindicesima posizione.
Nel 2014/15 gareggiò nella Coppa del Mondo juniores che terminò al sesto posto, fu inoltre settima nei campionati continentali di categoria ad Oberhof 2015 e ventiquattresima in quelli iridati di Lillehammer 2015; in quella stessa annata fece inoltre il suo esordio in Coppa del Mondo nella categoria assoluta, piazzandosi ventitreesima nel singolo il 3 gennaio 2015 nella tappa di Schönau am Königssee, e terminando al trentaquattresimo posto della graduatoria finale.
Anche nella stagione seguente gareggiò nella categoria juniores, chiudendo la classifica di Coppa in quarta posizione, al nono posto negli europei di Altenberg 2016 ed al tredicesimo ai mondiali di Winterberg 2016 e, come in quella precedente, partecipò a due tappe della Coppa del Mondo assoluta, piazzandosi trentaseiesima in graduatoria ed inoltre debuttò ai campionati mondiali assoluti di Schönau am Königssee 2016 giungendo trentunesima nel singolo.

#### Stagioni 2017-2020

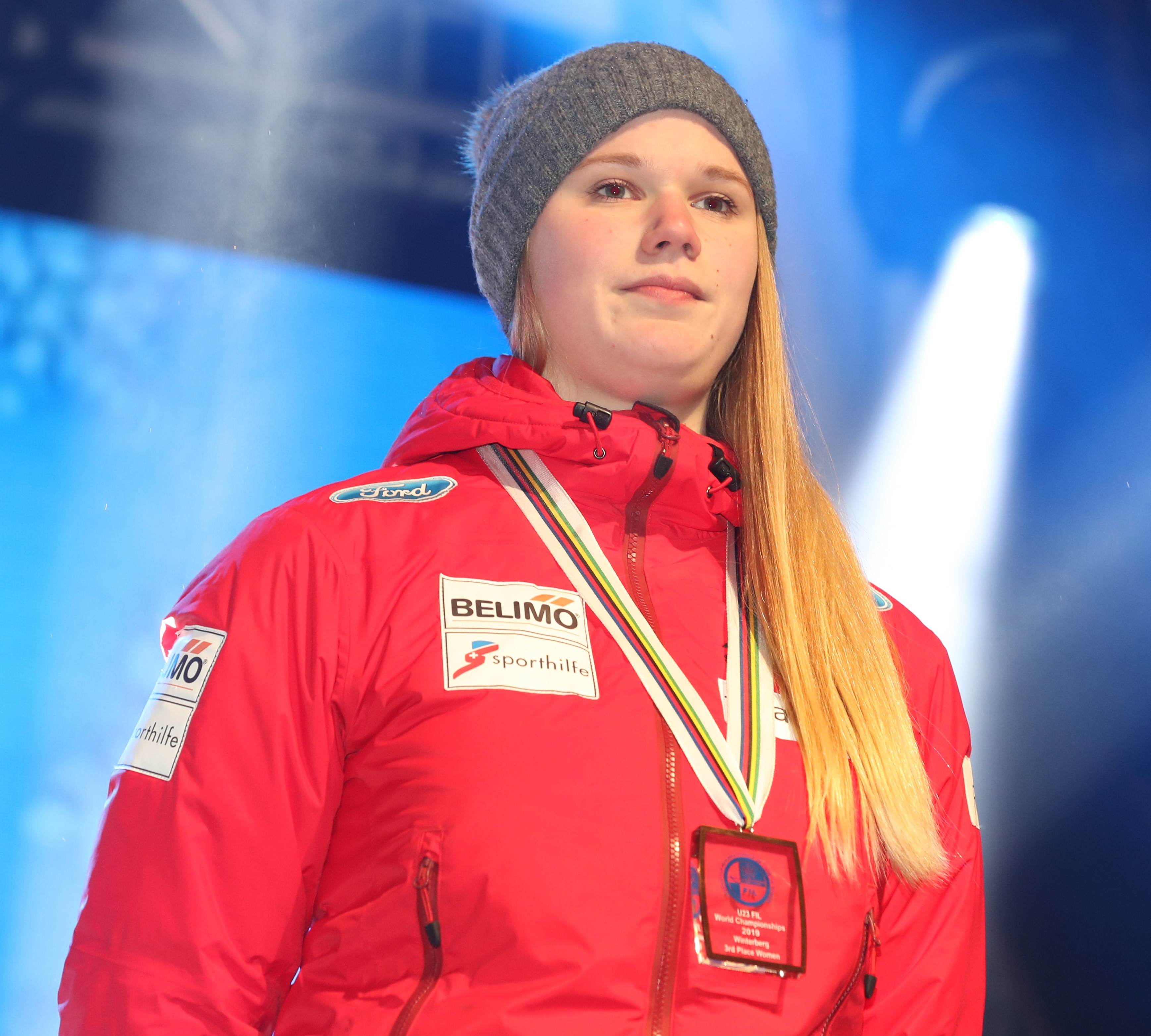
Maag sul podio della prova under 23 ai mondiali di Winterberg 2019.

Nell'annata 2016/17 a livello junior fu decima agli europei di Oberhof 2017 e dodicesima ai mondiali di Sigulda 2017, mentre nella categoria maggiore si piazzò al trentaquattresimo posto in Coppa del Mondo ed al ventesimo nei campionati continentali di Schönau am Königssee 2017. La stagione successiva giunse in ventiseiesima posizione in Coppa ed in tredicesima agli europei di Sigulda 2018; non prese invece parte ai Giochi olimpici di Pyeongchang 2018: pur rientrando tra le qualificate secondo i criteri stilati dalla federazione internazionale, poiché il comitato svizzero aveva delle maglie più stringenti per quanto riguardava la selezione dei propri atleti, il suo posto venne riassegnato ed a beneficiarne fu la croata Daria Obratov.
Nella stagione 2018/19 chiuse la graduatoria di Coppa del Mondo in diciassettesima posizione, fu ottava nella rassegna continentale di Oberhof 2019 e diciottesima in quella mondiale di Winterberg 2019, posizione quest'ultima che le valse la medaglia di bronzo nella speciale classifica riservata alle atlete under 23; nell'annata successiva terminò all'undicesimo posto in Coppa, agli europei di Lillehammer 2020 giunse dodicesima ed ai mondiali di Soči 2020 si piazzò tredicesima nel singolo e quattordicesima nella gara sprint.

#### Stagioni 2021-2025

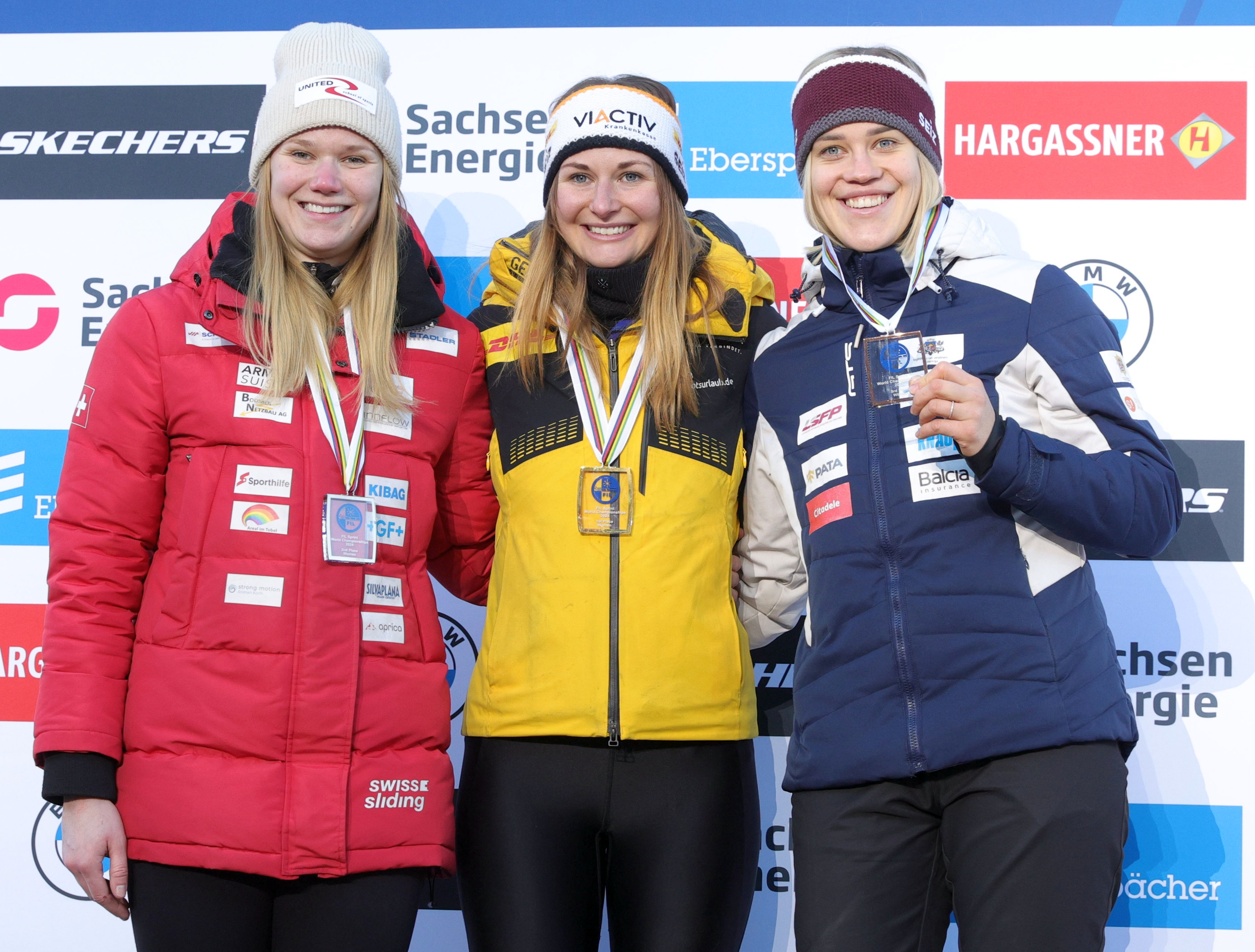
Maag (a sinistra) con Taubitz e Vītola sul podio della gara sprint ai mondiali di Altenberg 2024.

Nel 2020/21 colse il suo primo podio in una tappa di Coppa del Mondo, giungendo terza nel singolo il 7 febbraio 2021 sulla pista di Sankt Moritz sotto una fitta nevicata e diventando così la prima donna elvetica capace di salire sul podio in una gara di Coppa del Mondo, soltanto i connazionali Stefan Höhener e Gregory Carigiet nel singolo maschile erano riusciti in precedenza ad ottenere questo risultato; in classifica generale si piazzò al tredicesimo posto, mentre fu sedicesima agli europei di Sigulda 2021 e diciassettesima ai mondiali di Schönau am Königssee 2021. La stagione successiva finì in ventesima posizione nella graduatoria di Coppa, giunse dodicesima nella rassegna continentale di Sankt Moritz 2022 ed alle Olimpiadi di Pechino 2022 terminò la prova del singolo al nono posto.
Nella stagione 2022/23 si piazzò decima nella classifica di Coppa del Mondo ed agli europei di Sigulda 2023, mentre ai mondiali di Oberhof 2023 fu nona nella prova sprint e decima in quella classica. L'annata seguente concluse nuovamente al decimo posto nella graduatoria di Coppa, ottenendo anche il suo secondo podio nella tappa di Oberhof in cui giunse seconda nel singolo sprint; ai campionati europei di Innsbruck 2024 colse la nona posizione ed in quelli iridati di Altenberg 2024 terminò la prova del singolo al settimo posto e conquistò la medaglia d'argento nella gara sprint, diventando così la quarta atleta svizzera a salire su un podio mondiale dopo Bibi Torriani, Elisabeth Nagele e Martina Kocher.
Nel 2024/25, con due podi ottenuti nelle tappe di Oberhof e di Yanqing, giunse quinta nella graduatoria di Coppa del Mondo, ottenne l'ottava posizione agli europei di Winterberg 2025 e nei mondiali di Whistler 2025 colse la quinta piazza nel singolo e la sesta nella neonata specialità della staffetta mista singolo, insieme all'australiano Alexander Ferlazzo.

## Palmarès

### Mondiali
- 1 medaglia:
  - 1 argento (singolo sprint ad Altenberg 2024).

### Mondiali under 23
- 1 medaglia:
  - 1 bronzo (singolo a Winterberg 2019).

### Coppa del Mondo
- Miglior piazzamento in classifica generale di Coppa del Mondo nel singolo: 5ª nel 2024/25.
- 4 podi (3 nel singolo, 1 nel singolo sprint):
  - 2 secondi posti (1 nel singolo, 1 nel singolo sprint);
  - 2 terzi posti (tutti nel singolo).

### Coppa del Mondo juniores
- Miglior piazzamento in classifica di Coppa del Mondo juniores nel singolo: 4ª nel 2015/16.

### Coppa del Mondo giovani
- Miglior piazzamento in classifica di Coppa del Mondo giovani nel singolo: 3ª nel 2013/14.